# Karl Rieß von Scheurnschloß (Minister)
Karl Rieß von Scheurnschloß (* 2. Oktober 1815 in Marburg; † 29. Mai 1885 in Berlin) war ein deutscher Verwaltungsbeamter, Politiker und Minister im Kurfürstentum Hessen.

## Leben
Rieß stammte aus der 1832 in den Adelsstand erhobenen Familie Rieß von Scheurnschloß. Er war der Sohn des früheren kurhessischen Innenministers Franz Hugo Rieß von Scheurnschloß. Er arbeitete als Regierungsrat und Vortragender Rat im kurhessischen Außenministerium. Als Nachfolger von Philipp Koch wurde er im Februar 1863 für rund eine Woche mit der provisorischen Versehung des Außenministeriums betraut, bis sein Nachfolger Conrad Abée das Amt antrat.